# Booba
Booba, vlastním jménem Élie Yaffa (* 9. prosince 1976 Sèvres) je francouzský rapper.
Je zakladatelem 92i, kolektivu zpočátku sdružujícího rappery z Hauts-de-Seine, jako jsou Mala, Nessbeal a Bram's. Po krátkém působení jako tanečník break dance se Booba v 90. letech spojil se svým bývalým přítelem Alim a založili skupinu Lunatic, duo se však v roce 2003 rozpadlo. Od té doby Booba započal svou slibnou sólovou kariéru, během které prodal více než 10 milionů desek, a stal se tak jedním z nejvíce legálně stahovaných interpretů v historii francouzského rapu. Booba je oceňovaný za kvalitu hudby, nicméně často čelí kritice z řad posluchačů kvůli kontroverznímu charakteru jeho textů. Vznik pseudonymu autor vysvětluje jako "přebrání štafety" od bratrance se jménem Booba Ali, žijícího v Senegalu, pod jehož vedením se poprvé dostal do kontaktu s hudbou.

## Mládí a kariéra
Élie Yaffa se narodil 9. prosince 1976 v pařížském předměstí Sèvres, jeho otec Seydou Nourou Yaffa je Senegalec a matka Francouzka mosellanského a belgického původu. Élie Yaffa má nevlastního bratra Gillese a nevlastní sestru Vanessu. Ve svých 14 letech se poprvé vydal do Detroitu v USA na školní výměnný pobyt, kde žil v černošské rodině. Později na toto období vzpomíná s úsměvem: „cítil jsem se jako ryba ve vodě, poslouchal jsem rap, oblékal jsem se stejně jako ostatní, ve škole jsem studoval Dějiny černochů ve Spojených státech a učil se o otroctví...je to dobrá zkušenost“ podotýká Booba.
S přítelem Alim Booba vytvořil duo Lunatic v roce 1994. Jelikož si nedokázali zajistit nahrávací smlouvu od velkého vydavatelství kvůli jejich kontroverzním textům, vytvořili v roce 1999 vlastní nezávislou nahrávací společnost 45 Scientific. Rok poté vydal Lunatic první nezávislé album Mauvais œil, se kterým skupina vstupuje do historie francouzského rapu získáním první zlaté desky.
Booba vydal deset studiových alb, prodal více než 3 miliony desek, získal řadu certifikovaných desek a je v pořadí čtvrtý z rapperů, kteří prodali nejvíce alb v historii francouzského rapu. Jeho první solo album Temps mort vyšlo v roce 2002. Doplnil ho dalšími třemi: Panthéon, Ouest Side a 0.9, všechna tři alba jsou považována za francouzskou klasiku. Jeho páté album Lunatic, vydané v roce 2010, nese jméno jeho bývalé kapely. V roce 2012 vydal svůj šestý opus (skladba nahraná s notami na papíře, slovo „opus“ znamená, že dílo bylo publikováno a v procesu publikování mu bylo přiděleno určité číslo) pojmenované Futur. V roce 2015 vychází dvě alba: D.U.C a Nero Nemesis. Roku 2017 Booba vydal své 9. album Trône. Album ULTRA z roku 2021 je považováno za autorovo poslední. V jednom z rozhovorů kanálu Brut. Booba prozrazuje, co stojí za názvem ULTRA: toto slovo mě vystihuje jako osobnost, jsem buď moc hodný nebo zlý, nic mezi tím, žiji mezi dvěma extrémy.

## Osobní život
Élie Yaffa vyrostl v buržoazních čtvrtích mezi Meudon-la-Forêt a Boulogne-Billancourt v muslimské rodině, jeho matka byla ateistka, otec muslim. Vychovala ho sama matka, s otcem se Booba příliš nestýkal. Ve věku 10 let se po rozvodu svých rodičů přestěhoval s matkou do La Colle-sur-Loup a poté do Cagnes-sur-Mer na Azurovém pobřeží. V tomto věku rovněž vycestoval do Afriky na L'île de Gorée v Senegalu, kde ho velmi tvrdé životní podmínky místních zformovaly v muže, jímž je dnes. V rozhovorech vypráví o jistém traumatu, které si jako dítě uložil do paměti. Popisuje své pocity ze známého Domu otroků Archivováno 20. 3. 2023 na Wayback Machine. (francouzsky Maison des esclaves), jenž dnes slouží jako odstrašující příklad hrůz, které se s otroky prováděly - od nenávisti a nepochopení až po znásilňování, biče, ale i obchod s lidmi. Když tam přijedete, všimnete si cel pro novorozence, děti a ženy, pro nemocné a vyhublé umírající lidi, kteří si z hus brali olej, aby přibrali a přežili cestu, protože byli kupci odváženi pryč, vzpomíná Booba. Ve svých textech často vyjadřuje svůj názor na společenské dění ve světě, včetně otroctví a rasismu. O několik let později se vrací zpět do Boulogne-Billancourt.
Booba prozradil, že byl jako dítě často obětí rasismu, byl jediným černochem na provinční základní škole, kterou tvořili převážně běloši. Hledě na fakt, že je autor sám míšenec, o to méně rasismus toleruje, vysvětluje v rozhovoru pro mediální platformu Brut. Období dopívání považuje za nejnáročnější, motivy utrpení jsou viditelné i v jeho tvorbě. Na otázku, zda někdy cítil hrdost za svou barvu pleti odpověděl: „Ne, hrdost ne, cítil jsem se jako každý jiný, nikdo na mě nezíral, nekoukal se na můj účes ani na pleť...cítil jsem se svobodný.“
Jako dítě byl velmi sportovně nadaný a miloval hudbu. S matkou poslouchal kubánskou a západoindickou hudbu, které si zvláště cenila, mezi ni patří hity francouzských písní vysílaných v televizních pořadech jako Club Dorothée, Top 50 nebo Jacques Martin: Michel Berger, Renaud nebo Desirless. V raném věku patřili mezi jeho oblíbence také Michael Jackson a poté James Brown, z hudebních žánrů pak reggae a rap. Matka tvorbu svého syna ráda poslouchá, ale jak Booba naznačuje, je pro ni náročné udržet slzy, jelikož ví, o jakých citlivých tématech ve svých písních mluví.
Booba je sám otcem dvou dětí, dcery Luny narozené v roce 2014 ze svazku s Patricií Vinces, o rok později se rodina rozšířila o chlapce pojmenovaného Omar. Obě děti se narodily v USA, tudíž mluví francouzsky jen velmi málo.

## Podnikání
Stal se velmi aktivním podnikatelem, když v roce 2004 uvedl na trh svou streetwearovou značku oblečení Ünkut. Značka v roce 2015 dosáhla obratu patnáct milionů eur.V roce 2016 byl Booba zvolen podnikatelem roku časopisem GQ. V průběhu následujících let na trh přibyly také parfémy, značka whisky D.U.C, stejně jako webové stránky, televizní kanál a internetové rádio – všechny tři pod značkou OKLM. V listopadu 2018 Booba ukončil svoji spolupráci s různými investory společnosti Ünkut, což mělo za příčinu konec existence značky. V září 2019 se vrátil do textilního průmyslu, aby představil svou novou značku Disconnected Archivováno 20. 3. 2023 na Wayback Machine..

## Hudební kariéra

### Začátky s Alim (1994-2004)
Jako hiphopový tanečník skupiny Coup d'État Phonique pod jménem „Tic-Tac“ vydal svůj první rap v kompilaci „Sortir du tunnel“ ve studiu Tikaret v roce 1994 společně se skupinou La Cliqua a Moda. Tehdy potkal Aliho, který pocházel z Issy-les-Moulineaux a dohromady založili undergroundovou skupinu Lunatic, skupina se rozloučila s La Cliquou a spojila se s Beat de Boul.
Hráli společně zejména se skupinou Sages Poètes de la rue, Malekal Morte, Mo'vez Lang, Sir Doum's a zlepšili tak svůj free-style. Jejich první album, které nahráli se jmenovalo Sortis de l'ombre, nahráno bylo však v nevhodných podmínkách v prostorách sklepu a kvalita zvuku nebyla pro umělce dostačující, proto odjeli do New Yorku hledat studio, aby vše nahráli znovu, s tím ale nesouhlasil Zoxea. Tyto rozdílné názory vyústily v otevřenou potyčku mezi nim a Boobou ve veřejných prostorách stanice metra.
Konflikt mezi nimi se vyostřuje, ale i přesto spolu ještě dva roky spolupracují. Booba je poté na 18 měsíců uvězněn.
Společně s Alim poté v roce 1999 ohlašují nové album, které vychází v nezávislém vydavatelství příští rok pod jménem Mauvais Œil a později získává zlatou desku a je první album svého druhu v historii.

### Sólový úspěch (2002-2005)
V roce 2002 vydává své první sólové album, Temps Mort ve vydavatelství 45 Scientific a taktéž získává zlatou desku. Díky zveřejnění titulu Destinée v rádiu se Boobovi dostává mnohem většího publika. V roce 2003 také zaniká skupina Lunatic. O rok později, v květnu roku 2004 vychází jeho druhé album s názvem Panthéon, které získává zlatou desku. Tohoto roku Booba také zakládá svou vlastní značku oblečení Ünkut.
V roce 2005 vydává svoji první mixtape Autopsie Vol. 1. stejně jako jeho bývalý společník Ali. V roce 2006 vychází druhé album skupiny Lunatic pod jménem Black Album, i když skupina již dříve zanikla. Booba vede soudní spor s nahrávací společností 45 Scientific ohledně tohoto alba, která se brání, že vlastní autorská práva a Booba nemá na album nárok. Stejného léta také 153 poslanců a 49 senátorů vyžadují po ministerstvu spravedlnosti, aby začali vyšetřovat několik skupin pro podporování protibělošského rasismu a nenávisti vůči Francii, včetně skupiny Lunatic.

### Utvrzení úspěchu s albem Ouest Side (2006-2007)
13. února 2006 vychází jeho třetí sólové album s názvem Ouest Side. Na něm se objevuje několik hvězd, jako například Akon, Mac Tyer, Intouchable, Malekal Morte, Kennedy nebo Trade Union. Během svého prvního týdne se album umístilo na prvním místě v žebříčku nejlepších prodejů alb ve Francii.
Jeho druhá mixtape vychází 22. ledna 2007 Autopsie Vol. 2. První singl z tohoto CD byla píseň Le D.U.C., kvůli kterému se mu dostalo několika nepřátel v rapovém prostředí ve Francii, tento druhý díl ale dosáhl rekordu v prodejích v kategorii mixtape ve Francii s odhadovaným prodejem kolem 25 tisíců kusů.

### 0.9 (2008-2009)
V říjnu 2008 vystoupil na sadionu Stade de France v rámci koncertu Urban Peace 2, zpíval skladbu Du biff. Přívítalo ho však hvízdání a letící předměty z prvních řad publika, což ho rozčílilo, ztratil kontrolu a hodil lahev whisky do publika a opustil pódium. Později svého činu litoval a lítost vyjádřil prostřednictví médií.
Jeho čtvrté sólové album pod jménem 0.9 vychází 24. listopadu 2008. V některých skladbách zpívá se zpěváky jako např. Mala, Bram's, Nadeii nebo Demarco a Rock City. Jeho první singl se jmenuje Illégal. Navzdory smíšeným kritikám toto dílo po slabém začátku dosahuje velkého úspěchu s prodejem nad 18 tisíc kusů. Je také oceněno zlatou deskou.
V červnu 2009 vychází jeho Autopsie Vol 3., byla to první mixtape (nebo street-album), která se dostala na první místo v žebříčku ve Francii, už první týden se prodalo asi 8 tisíc kousků, později překonala i rekord v prodejích s celkovým prodejem přes 50 tisíc kusů.

### Návrat s Lunatic (2010-2011)
Booba oznámil 1. dubna 2010 název svého pátého sólového alba Lunatic, které nahrával v Miami. Jeho cílem bylo vytvořit klasiku. Strávil týden ve Francii, aby nahrával s francouzskými umělci, poté se vrátil do Miami, aby dokončil práci s těmi americkými.
Nejprve postupně vycházejí singly Caesar Palace, Ma Couleur, Jour de paye a Paradis. Samotné album vychází nakonec 22. listopadu 2010, dostává se na první příčky ve Francii a získává platinové album s celkovým prodejem přes 200 tisíc kusů. Na konci roku 2011 poté postupně Booba publikuje části mixtape Autopsie Vol. 4.
V této době vychází jeho tvorba i na platformách YouTube, Dailymotion a začíná být aktivní na platformách Facebook či Twitter.

### Futur (2012-2013)
V rádiu Générations Booba prozradí, že pracuje na novém albu na rok 2012 a později na svém YouTube kanálu odhalí jeho název - Futur. V tomto albu slovy nešetří. První song z tohoto alba vyšel taktéž na YouTube a přesáhl 500 tisíc zhlédnutí za méně než 48 hodin. 21. září 2012 vychází na YouTube song Caramel, který je skutečným hitem s vysokorozpočtovým videoklipem, kde Booba nezapomíná ukazovat své šperky a tetování.
Na začátku každé skladby můžete slyšet „back to the future“, což je podpis beatmakera Therapy. Tento singl se okamžitě dostal na desáté místo ve francouzském žebříčku. Třetí singl C'est la vie s hostováním amerického rappera 2 Chainz vychází taktéž na YouTube.
Alba Futur se prodalo přes 150 tisíc kusů a bylo prvním albem s Trap/Drill zvuky ve francouzském rapu. V dubnu 2013 dostal Booba svoje platinové album, jež mu předala během koncertu v Zénithu v Paříži modelka Rosa Acosta. Do dnešního dne získal další dvě, celkem tedy tři platinová alba.

### D.U.C a Nero Nemesis (2014–2016)
Pouhý měsíc po vydání upraveného alba Futur oznamuje Booba, že pracuje na svém sedmém albu. Odtajnil singl La mort leur va si bien a poté zazpíval singl OKLM živě v pořadu Grand Journal de Cannes. Skladba se ihned umístila na prvním místě v prodejnosti singlů na iTunes před jejich vydáním. Poté vydal skladbu 3G, společně se svým klipem o několik dní později, aby učinil definitivní konec svým nedávným sporům s Tariqem Ramadanem a Saïd Taghmaoui ohledně izraelsko-palestinského konfliktu.
Ke konci roku 2014 ohlásil název svého budoucího alba, D.U.C a vydal singl Caracas.
V roce 2015 vydal singly: Billets violets, Tony Sosa, LVMH a Mon pays. Samotné album D.U.C vyšlo 13. dubna 2015 a stalo se nejprodávanějším albem. Album o 19 skladbách nabízí různé styly rapu a hostuje v něm mnoho dalších umělců různých původů (francouzských, amerických, haitských, portorických nebo jamajských) včetně skupin jako Future, Lino a 40000 Gang. Album D.U.C bylo certifikováno dvojitou platinou.
Další, a to osmé studiové album zvané Nero Nemesis, vyšlo 4. prosince 2015. Na albu vystupují také rappeři z 92i jako Benash, Siboy, Gato da Bato a Damso. Nero Nemesis bylo taktéž certifikováno dvojitou platinou, a to hned během několika měsíců.

### Trône (2016–2019)
V listopadu 2015 byla zveřejněna mimo album Nero Nemesis skladba Félixéboué, která byla odpovědí na Rohffa a na potyčku, kterou měl Booba s Dam16, chráněncem právě Rohffa. V roce 2016 vydal Booba další dva provokativní singly: JDC a Salside, ve kterém se zasmál skandálu s nahými fotografiemi francouzské plavkyně Laure Manadou. Píseň DKR, která je kombinací rapu a africké instrumentální hudby na počest senegalských kořenů Booby byla zveřejněna na konci září 2016 a byla velmi úspěšná a během několika měsíců také certifikována jako diamantový singl.
Dlouho nepublikované skladby Félixéboué, JDC a Salside jsou zahrnuty do mixu Autopsie 0, který vyšel 10. března 2017, tento mix obsahuje sólové skladby z mixu Autopsie Vol. 2, 3, 4. Zpěvák chce tak znovuobjevit staré písně a trpělivě čekat na vydání nového alba. O albu se šíří mnoho fám. Po odvysílání singlu Nougat v OKML rádiu oznámil Booba datum vydání alba Trône 15. prosince 2017. Toto album získalo zlatou desku během jednoho týdne a platinovou během dalšího. Diamantovou desku, umělcovu první, získalo poté v dubnu 2022.
V roce 2019 spolupracoval s rapperem Niskou na singlu Médicament a s rapperem Maesem na singlu Blanche également, z toho oba singly později získaly diamantovou certifikaci.

### ULTRA (od 2020)
4. listopadu 2020 oznámil vydání svého desátého alba ULTRA. Začátkem ledna 2021 oznámil datum vydání ULTRA plánované na 5. březen 2021. V polovině února, ještě než ukončil svou kariéru, odhalil obal alba a také oznámil, že to bude jeho poslední album. Na konci února také odhalil seznam skladeb, který obsahuje spolupráci se jmény jako Maes, SDM, Bramsito, JSX, Gato, Dala a Eila. Album bylo certifikováno zlatou deskou 15 dní po vydání a platinovou po třech měsících. V dubnu, tedy měsíc po vydání ULTRA, oznámil Booba zase oficiální návrat. V květnu odhalil singl Kayna a vystupoval na stadionu Stade de France 3. září 2022.
15. března 2023 vydal singl Panenka ve spolupráci s rapperem Biltonem.

## Hudební styl a spolupráce

### Hudební vliv
Booba je silně ovlivněn americkou hip-hopovou scénou z let 1980 a začátku let 1990. Ovlivnili ho umělci jako jsou Mobb Deep, Wu-Tang Clan nebo také 2pac a The Notorious B.I.G. Temné melodie doprovázené drsnými, surovými texty ve stylu newyorskéjo rapu jsou přítomny v každém albu. V poslední době ale jeho hudba spadá spíše pod dirty south, crunk a trap.
Jako hlavní vlivy sám interpret uvádí Jaye-Z a Boba Marleyho. Prohlašuje zároveň, že si váží písní Renauda Séchana, jehož vliv je patrný například ve skladbách Pitbull a Couleur Ébèn na jeho albu Ouest Side. Skladba Pitbull přebírá melodii Renaudovy skladby Mistral Gagnant, která byla již samplovaná v písni Le Bitume Avec Une Plume na albu Temps Mort – zatímco Couleur Ébène cituje píseň P'tit Voleur.

### Spolupráce
Kromě skupiny rapperů 92i, Booba spolupracoval s mnoha dalšími umělci, včetně Aliho, Nessbeala, La Fouina, Kennedyho, Ärsenika, Intouchable, Kayna Sameta, Rima-K (113), Trade Union, Manu Keye, LIM, Maca Tyera, Wayna Wondera, Mokobé, Sira Doum's, Kaarise, Gato da Bato, Setha Gueko, Keryho Jamese, Nisky, Damse, Lacrima, Dosseha, Oxmo Puccino, Maese a Američany jako Akon, P.Diddy, Ryan Leslie, T-Pain, Rick Ross, 2 Chainz, Future & Fabolous.
Organizátor elektronických tanečních setkání v Metropolis ho pozval během soutěže Ünkut Contest v Paříži spolu s Messem-57, Macem Tyerem, La Fouinem a Rim'K (člen skupiny 113), aby sestavili porotu na tento hip-hopový večer.
Několikrát spolupracoval s americkým zpěvákem Akonem. Jejich reorchestraci Locked Up považuje Booba za jejich nejlepší společný výtvor.
Také se stýkal a spolupracoval s francouzským basketbalistou Tonym Parkerem, který si vyzkoušel rapování, což způsobilo zklamání některých Boobových fanoušků. Také mu tato skutečnost vynesla rýpnutí v písni od jeho rapového rivala Sinika: „Tak takhle mě chceš srazit – nahradil jsi Aliho, abys vytvořil skupinu s Tonym Parkerem“

### Přijetí literárním prostředím
V článku publikovaném v roce 2003 jsou Boobovy texty chváleny francouzským esejistou a romanopiscem Thomasem Ravierem. Jedná se o autora významného literárního časopisu La Nouvelle Revue française vytvořeného v roce 1908. Ravier Boobu povyšuje na úroveň spisovatele a srovnává ho s osobnostmi jako Louis-Ferdinand Céline nebo Antonin Artaud. Thomas Ravier zavedl dokonce nový neologismus poznačovaný termínem "métagore“, aby mohl popsat, jak Booba použil dané obrazy. Jedná se o směs metafory a filmového subžánru hororového filmu zvaného gore.
V článku z ledna roku 2013 se elektronický univerzitní časopis s názvem Revue critique de fixxion française contemporaine zajímá o to, jak vzestup a zvýšená obliba Booby, Aliho a skupiny raperů Time Bomb ve druhé polovině devadesátých let velmi změnila některé základní aspekty francouzského rapu. Především se jedná o celkový způsob psaní a rapování. Již od prvních skladeb jako Lunatic je Booba skutečně jedním z prvních francouzských rapperů, kteří používají verše bez tematické nebo narativní kontinuity. Stanovením explicitní opakované ekvivalence mezi rapperem a zločincem a neustálým odvoláváním se na analogické postavy Booba vytváří jedinečný vesmír, kde již není možné odlišit biografickou část od fikce. V rozhovoru zveřejněném 13. dubna 2017 Benjamin Biolay říká, že píseň La Lettre z alba Mauvais Œil od Lunatic v něm vyvolává dojem, že „čte Dostojevského ve vězení“.
Jean Birnbaum zodpovědný za rubriku Le Monde des livres v časopise Le Monde ho spojuje spíše se spisovatelem Léonem Bloyem. V rozhovoru pro Le Monde z 31. srpna 2017 řekl o Boobových textech, že "politické nároky jsou odsunuty ve prospěch obscénního kázání, které se stará o lidské ponížení" a že "sepsané pod vlivem konopím nebo za volantem závodního auta se nesnaží o sociální emancipaci ani morální osvětu."
Booba všeobecně cituje poezii a zvláště Le Dormeur du val od Arthura Rimbauda, která je jednou z věcí, ještě spolu s angličtinou, která ho ve škole obzvláště poznamenala. A dalo by se to možná považovat za původ způsobu, jakým píše. O Le Dormeur du val vysvětluje: "Cítil jsem se, jako bych byl s ním, doslova jsem se vytratil."

## Diskografie

### Studiová alba
| Rok  | Album               | Nejvyšší pořadí v hitparádě | Nejvyšší pořadí v hitparádě | Nejvyšší pořadí v hitparádě | Nejvyšší pořadí v hitparádě | Certifikace       |
| Rok  | Album               | FRA                         | BEL (Fl)                    | BEL (Wa)                    | SWI                         | Certifikace       |
| 2002 | Temps mort          | 2                           | –                           | 41                          | –                           | * FRA: Zlato      |
| 2004 | Panthéon            | 3                           | –                           | 26                          | 25                          | * FRA: Zlato      |
| 2006 | Ouest Side          | 1                           | –                           | 12                          | 18                          | * FRA: Platina    |
| 2008 | 0.9                 | 6                           | –                           | 27                          | 60                          |                   |
| 2010 | Lunatic             | 1                           | –                           | 1                           | 24                          |                   |
| 2012 | Futur               | 4                           | 74                          | 5                           | 14                          | * FRA: 3× Platina |
| 2013 | Futur 2.0 (reissue) | 6                           | –                           | –                           | 28                          |                   |
| 2015 | D.U.C               | 1                           | 40                          | 1                           | 2                           | * FRA: Platina    |
| 2015 | Nero Nemesis        | 7                           | 127                         | 7                           | 9                           | * FRA: Platina    |
| 2017 | Trône               | 2                           | 39                          | 3                           | 12                          | Diamant           |
| 2021 | Ultra               | 2                           | 4                           | 2                           | 2                           | * FRA: Platina    |

### Mixtapes
| Rok  | Album           | Nejvyšší pozice v hitparádě | Nejvyšší pozice v hitparádě | Nejvyšší pozice v hitparádě | Certifikace  |
| Rok  | Album           | FRA                         | BEL(Wa)                     | SWI                         | Certifikace  |
| ---- | --------------- | --------------------------- | --------------------------- | --------------------------- | ------------ |
| 2005 | Autopsie Vol. 1 | 66                          | –                           | –                           |              |
| 2007 | Autopsie Vol. 2 | 8                           | 98                          | –                           |              |
| 2009 | Autopsie Vol. 3 | 2                           | 19                          | –                           |              |
| 2011 | Autopsie Vol. 4 | 2                           | 32                          | 64                          |              |
| 2017 | Autopsie 0      | 20                          | 48                          |                             | * FRA: Zlato |

### Singly

#### Jako hlavní interpret
| Rok  | Singl                                               | Nejvyšší pozice v hitparádě | Nejvyšší pozice v hitparádě | Nejvyšší pozice v hitparádě | Certifikace    | Album           |
| Rok  | Singl                                               | FRA                         | BEL(Wa)                     | SWI                         | Certifikace    | Album           |
| ---- | --------------------------------------------------- | --------------------------- | --------------------------- | --------------------------- | -------------- | --------------- |
| 2002 | "Destinée" feat. Kayna Samet                        | 41                          | –                           | –                           |                | Temps mort      |
| 2004 | "Avant de partir" feat. Léya Masry                  | 24                          | 17 (Ultratip*)              | –                           |                | Panthéon        |
| 2006 | "Au bout des rêves" feat.Trade Union & Mister Rudie | 22                          | 4 (Ultratip*)               | –                           |                | Ouest Side      |
| 2010 | "Caesar Palace" feat. P. Diddy                      | –                           | –                           | –                           |                |                 |
| 2010 | "Ma couleur"                                        | –                           | 24 (Ultratip*)              | –                           |                | Lunatic         |
| 2010 | "Jour de paye"                                      | –                           | –                           | –                           |                | Lunatic         |
| 2011 | "Paradis"                                           | 99                          | –                           | –                           |                | Lunatic         |
| 2011 | "Comme une étoile"                                  | –                           | 36 (Ultratip*)              | –                           |                | Lunatic         |
| 2011 | "Paname"                                            | 48                          | –                           | –                           |                | Autopsie Vol. 4 |
| 2011 | "Bakel City Gang"                                   | 30                          | 43*(Ultratip*)              | –                           |                | Autopsie Vol. 4 |
| 2011 | "Vaisseau Mère"                                     | –                           | –                           | –                           |                | Autopsie Vol. 4 |
| 2011 | "Scarface"                                          | 20                          | 33 (Ultratip*)              | –                           | * FRA: Zlato   | Autopsie Vol. 4 |
| 2012 | "Caramel"                                           | 10                          | 42                          | –                           |                | Futur           |
| 2012 | "Tombé pour elle"                                   | 16                          | 44                          | –                           |                | Futur           |
| 2013 | "A.C. Milan"                                        | 7                           | 19                          | –                           |                | Futur 2.0       |
| 2013 | "T.L.T"                                             | 16                          | 44                          | –                           |                | Futur 2.0       |
| 2013 | "Turfu"                                             | 11                          | 34                          | –                           |                | Futur 2.0       |
| 2013 | "RTC"                                               | 13                          | 15 (Ultratip*)              | –                           |                | Futur 2.0       |
| 2013 | "Parlons peu"                                       | 5                           | 27                          | –                           |                | Futur 2.0       |
| 2013 | "Longueur d'avance" feat. Maître Gims               | 13                          | 48                          | –                           |                | Futur 2.0       |
| 2014 | "La mort leur va si bien"                           | 7                           | –                           | –                           |                | D.U.C           |
| 2014 | "OKLM"                                              | 1                           | 7                           | 72                          |                | D.U.C           |
| 2015 | "Tony Sosa"                                         | 14                          | 46                          | –                           |                | D.U.C           |
| 2015 | "LVMH"                                              | 28                          | 35 (Ultratip*)              | –                           |                | D.U.C           |
| 2015 | "Mon pays"                                          | 37                          | –                           | –                           |                | D.U.C           |
| 2015 | "Validée" feat. Benash                              | 2                           | 41                          | –                           |                | Nero Nemesis    |
| 2015 | "Attila"                                            | 35                          | –                           | –                           |                | Nero Nemesis    |
| 2015 | "Génération Assassin"                               | 40                          | –                           | –                           |                | Nero Nemesis    |
| 2016 | "JDC"                                               | 10                          | 21 (Ultratip)               | –                           |                | Autopsie 0      |
| 2016 | "Salside"                                           | 8                           | 23 (Ultratip*)              | –                           | * FRA: Zlato   | Autopsie 0      |
| 2016 | "E.L.E.P.H.A.N.T."                                  | 1                           | 39                          | –                           | * FRA: Platina | Trône           |
| 2016 | "DKR"                                               | 1                           | 42                          | 42                          | * FRA: Diamant | Trône           |
| 2017 | "Daniel Sam"                                        | 27                          | 11 (Ultratip*)              | –                           | * FRA: Zlato   | nealbový singl  |
| 2017 | "Nougat"                                            | 2                           | 42                          | 61                          | * FRA: Platina | Trône           |
| 2018 | "Gotham"                                            | –                           | 17                          | 48                          | * FRA: Zlato   |                 |
| 2018 | "BB"                                                | –                           | 17                          | 42                          | * FRA: Zlato   |                 |
| 2018 | "Kyll" feat. Médine                                 | 2                           | 34                          | 62                          | * FRA: Zlato   |                 |
| 2019 | "PGP"                                               | 1                           | 9                           | 22                          | * FRA: Platina | nealbové singly |
| 2019 | "Arc-en-Ciel"                                       | 1                           | 16                          | 37                          | * FRA: Diamant | nealbové singly |
| 2019 | "Freestyle Pirate"                                  | 42                          | 28 (Ultratip*)              | –                           |                | nealbové singly |
| 2019 | "Glaive"                                            | 10                          | 13 (Ultratip*)              | –                           | * FRA: Zlato   | nealbové singly |
| 2020 | "Cavaliero"                                         | 28                          | 29 (Ultratip*)              | –                           |                | nealbové singly |
| 2020 | "Jauné" feat. Zed                                   | 1                           | 25                          | 26                          | * FRA: Diamant | nealbové singly |
| 2020 | "Dolce Vita"                                        | 6                           | 47                          | 51                          | * FRA: Platina | nealbové singly |
| 2020 | "5G"                                                | 1                           | 16                          | 28                          |                | nealbové singly |
| 2021 | "Ratpi World"                                       | 1                           | 27                          | 34                          | - FRA: Platina | nealbové singly |
| 2021 | "Mona Lisa" feat. JSX                               | 1                           | 2                           | 1                           | - FRA: Diamant | Ultra           |
| 2021 | "Azerty"                                            | 11                          | 23                          | –                           |                | Ultra           |
| 2021 | "Kayna"                                             | 4                           | 40                          | 55                          | - FRA: Zlato   | nealbové singly |
| 2021 | "Plaza Athénée"                                     | 10                          | –                           | –                           |                | nealbové singly |
| 2021 | "Dragon"                                            | 22                          | –                           | 77                          |                | nealbové singly |
| 2021 | "Variant"                                           | 7                           | 47                          | 65                          |                | nealbové singly |
| 2021 | "Geronimo"                                          | –                           | 41                          | 35                          |                | nealbové singly |
| 2021 | "Leo Messi"                                         | –                           | 48                          | 72                          |                | nealbové singly |
| 2022 | "Koa"                                               | –                           | 47                          | –                           |                | nealbové singly |

*Neobjevily se v oficiálním belgickém žebříčku Ultratop 50, ale v žebříčku Ultratip

#### Spolupráce na písních ostatních
| Rok  | Singl                                       | Nejvyšší pozice v hitparádě | Nejvyšší pozice v hitparádě | Nejvyšší pozice v hitparádě | Certifikace    | Album                                |
| Rok  | Singl                                       | FRA                         | BEL(Wa)                     | SWI                         | Certifikace    | Album                                |
| ---- | ------------------------------------------- | --------------------------- | --------------------------- | --------------------------- | -------------- | ------------------------------------ |
| 2011 | "Corner" Gato feat. Booba & Philly Poe      | –                           | –                           | –                           |                |                                      |
| 2011 | "Cruella" Shay feat. Booba                  | –                           | –                           | –                           |                |                                      |
| 2012 | "Call of Bitume" Rim'K feat. Booba          | 72                          | –                           | –                           |                | album Rima'K Chef de famille         |
| 2013 | "L.E.F" Kaaris feat. Booba                  | 122                         | –                           | –                           |                |                                      |
| 2014 | "Même tarif " Alonzo feat. Booba            | 8                           | 39                          | –                           |                | album Alonza Règlement de comptes    |
| 2015 | "A.T.R" Twinsmatic feat. Booba              | 145                         | –                           | –                           |                | album od Twinsmatic Nowhere          |
| 2016 | "Here" Christine and the Queens feat. Booba | 52                          | –                           | –                           |                |                                      |
| 2016 | "Rouge et bleu" Kalash feat. Booba          | 15                          | 33 (Ultratip*)              | –                           | * FRA: Platina | album Kalashe Kaos                   |
| 2016 | "N.W.A." Kalash feat. Booba                 | 49                          | –                           | –                           |                | album Kalashe Kaos                   |
| 2016 | "M.L.C" Niska feat. Booba                   | 46                          | –                           | –                           |                | album od Nisky Zifukoro              |
| 2016 | "Infréquentables" Dosseh feat. Booba        | 19                          | 13 (Ultratip*)              | –                           | * FRA: Diamant |                                      |
| 2016 | "Kiname" Fally Ipupa feat. Booba            | 10                          | 38                          | –                           | * FRA: Zlato   |                                      |
| 2017 | "Mula" Siboy feat. Booba                    | 9                           | 32 (Ultratip*)              | –                           |                |                                      |
| 2017 | "Ghetto" Benash feat. Booba                 | 10                          | 16 (Ultratip*)              | –                           | * FRA: Diamant |                                      |
| 2017 | "Oh bah oui" Lacrim feat. Booba             | 2                           | –                           | 48                          | * FRA: Platina | Lacrimovo album Force & Honneur      |
| 2017 | "Tuba Life" Niska feat. Booba               | 2                           | 9 (Ultratip*)               | 29                          | * FRA: Diamant | album od Nisky Commando              |
| 2018 | "MQTB" Dosseh feat. Booba                   | 1                           | 25 (Ultratip*)              | –                           |                |                                      |
| 2018 | "Madrina" Maes feat. Booba                  | 24                          | 31                          | –                           | * FRA: Diamant | Maesovo album Pure                   |
| 2018 | "Sale mood" Bramsito feat. Booba            | 1                           | 48                          | –                           | * FRA: Platina |                                      |
| 2019 | "Médicament" Niska feat. Booba              | 1                           | 26                          | 43                          | * FRA: Platina | album od Nisky Mr Sal                |
| 2019 | "Haï" Gato feat. Booba                      | 21                          | –                           | –                           |                |                                      |
| 2020 | "Blanche" Maes feat. Booba                  | 2                           | 49                          | 10                          | * FRA: Diamant | Maesovo album Les derniers salopards |
| 2020 | "La zone" SDM feat. Booba                   | 28                          | –                           | –                           |                |                                      |
| 2020 | "Charbon" Leto feat. Booba                  | 27                          | –                           | –                           |                | Letovo album 100 visages             |
| 2020 | "Tout gâcher" Green Montana feat. Booba     | 25                          | 9 (Ultratip*)               | 80                          |                | album od Green Montany Alaska        |
| 2020 | "Pompeii" JSX feat. Booba                   | 8                           | 23 (Ultratip*)              | –                           | * FRA: Zlato   |                                      |
| 2021 | "Daddy" SDM feat. Booba                     | 14                          | –                           | –                           |                | album od SDM Ocho                    |
| 2021 | "32" Dala feat. Booba                       | 65                          | –                           | –                           |                |                                      |
| 2021 | "Kayna" Kayna Samet feat. Booba             | 106                         | –                           | –                           |                |                                      |
| 2021 | "GTA" JSX feat. Booba                       | 20                          | –                           | –                           |                |                                      |

*Neobjevily se v oficiálním belgickém žebříčku Ultratop 50, ale v žebříčku Ultratip

#### Ostatní singly umístěné v hitparádě
| Rok  | Singl                                     | Nejvyšší pozice v hitparádě | Nejvyšší pozice v hitparádě | Nejvyšší pozice v hitparádě | Album        | Certifikace    |
| Rok  | Singl                                     | FRA                         | BEL(Wa)                     | SWI                         | Album        | Certifikace    |
| ---- | ----------------------------------------- | --------------------------- | --------------------------- | --------------------------- | ------------ | -------------- |
| 2012 | "Jimmy"                                   | 108                         | –                           | –                           | Futur        |                |
| 2012 | "Kalash" feat. Kaaris                     | 116                         | –                           | –                           | Futur        |                |
| 2012 | "Wesh Morray"                             | 121                         | –                           | –                           | Futur        |                |
| 2012 | "Rolex" feat. Gato                        | 131                         | –                           | –                           | Futur        |                |
| 2012 | "Tout c'que j'ai"                         | 150                         | –                           | –                           | Futur        |                |
| 2012 | "C'est la vie" feat. 2 Chainz             | 153                         | –                           | –                           | Futur        |                |
| 2012 | "1.8.7" feat. Rick Ross                   | 158                         | –                           | –                           | Futur        |                |
| 2012 | "2Pac"                                    | 191                         | –                           | –                           | Futur        |                |
| 2013 | "2.0"                                     | 41                          | –                           | –                           | Future 2.0   |                |
| 2013 | "Une vie"                                 | 44                          | –                           | –                           | Future 2.0   |                |
| 2013 | "Billets verts"                           | 87                          | –                           | –                           | Future 2.0   |                |
| 2015 | "Temps mort 2.0" feat. Lino               | 58                          | –                           | –                           | D.U.C        |                |
| 2015 | "G-Love" feat. Farruko                    | 69                          | –                           | –                           | D.U.C        |                |
| 2015 | "3 G"                                     | 70                          | –                           | –                           | D.U.C        |                |
| 2015 | "Caracas"                                 | 116                         | –                           | –                           | D.U.C        |                |
| 2015 | "D.U.C"                                   | 84                          | –                           | –                           | D.U.C        |                |
| 2015 | "Bellucci" feat. Future                   | 86                          | –                           | –                           | D.U.C        |                |
| 2015 | "Loin d'ici"                              | 112                         | –                           | –                           | D.U.C        |                |
| 2015 | "Les meilleurs" feat. 40 000 Gang         | 151                         | –                           | –                           | D.U.C        |                |
| 2015 | "Billets violets"                         | 161                         | –                           | –                           | D.U.C        |                |
| 2015 | "All Set" feat. Jeremih                   | 163                         | –                           | –                           | D.U.C        |                |
| 2015 | "Jack Da"                                 | 165                         | –                           | –                           | D.U.C        |                |
| 2015 | "Mr. Kopp"                                | 146                         | –                           | –                           | D.U.C        |                |
| 2015 | "Comme les autres"                        | 169                         | –                           | –                           | Nero Nemesis |                |
| 2015 | "Habibi"                                  | 119                         | –                           | –                           | Nero Nemesis |                |
| 2015 | "4G"                                      | 109                         | –                           | –                           | Nero Nemesis |                |
| 2015 | "Walabok"                                 | 124                         | –                           | –                           | Nero Nemesis |                |
| 2015 | "Talion"                                  | 137                         | –                           | –                           | Nero Nemesis |                |
| 2015 | "92I Veyron"                              | 57                          | 16 (Ultratip*)              | –                           | Nero Nemesis | * FRA: Diamant |
| 2015 | "Charbon"                                 | 168                         | –                           | –                           | Nero Nemesis |                |
| 2015 | "Pinocchio" feat. Damso and Gato          | 115                         | –                           | –                           | Nero Nemesis |                |
| 2015 | "Zer'" feat. Siboy and Benash             | 120                         | –                           | –                           | Nero Nemesis |                |
| 2017 | "Petite fille"                            | 28                          | –                           | 32                          | Trône        | * FRA: Diamant |
| 2017 | "Trône"                                   | 32                          | –                           | 34                          | Trône        | * FRA: Platina |
| 2017 | "113" feat. Damso                         | –                           | –                           | 38                          | Trône        | * FRA: Platina |
| 2017 | "Ridin'"                                  | 40                          | –                           | –                           | Trône        | * FRA: Platina |
| 2017 | "Ça va aller" feat. Niska, Sidiki Diabaté | 40                          | –                           | –                           | Trône        | * FRA: Zlato   |
| 2017 | "Friday"                                  | 43                          | 30                          | 74                          | Trône        | * FRA: Diamant |
| 2017 | "Drapeau noir"                            | 48                          | –                           | 91                          | Trône        | * FRA: Platina |
| 2017 | "À la folie"                              | 55                          | –                           | –                           | Trône        | * FRA: Zlato   |
| 2017 | "Terrain"                                 | 74                          | –                           | –                           | Trône        | * FRA: Zlato   |
| 2017 | "Centurion"                               | 85                          | –                           | –                           | Trône        | * FRA: Zlato   |
| 2017 | "Bouyon" feat. Gato                       | 98                          | –                           | –                           | Trône        | * FRA: Zlato   |
| 2017 | "Magnifique"                              | 130                         | –                           | –                           | Trône        | * FRA: Zlato   |
| 2021 | "GP"                                      | 2                           | –                           | –                           |              |                |

*Neobjevily se v oficiálním belgickém žebříčku Ultratop 50, ale v žebříčku Ultratip